# Sematophyllum fabronia
Sematophyllum fabronia är en bladmossart som beskrevs av William Russell Buck 1982. Sematophyllum fabronia ingår i släktet Sematophyllum och familjen Sematophyllaceae. Inga underarter finns listade i Catalogue of Life.